# 维拉尔德隆巴
维拉尔德隆巴是葡萄牙布拉干萨区的一个堂区。总面积22.03平方公里，总人口205人，人口密度9.3人/平方公里。